# Per Bilde
Per Bilde (født 20. juli 1939, død 18. maj 2014) var en dansk teolog. Han var professor i religionsvidenskab ved Aarhus Universitet, hvor han forskede i den antikke jødedom, kristendommens grundlæggelse og de hellenistiske religioner.

## Liv
Per Bilde blev født i 1939 i Løjt Kirkeby, nord for Aabenraa. I 1958 fik han studentereksamen fra Aarhus Katedralskole. Han blev cand.theol. i 1965 fra Aarhus Universitet og var frem til sin pension ansat på samme universitet. Her arbejdede han som lektor og senere professor i kristendomskundskab og religionsvidenskab. I 1983 fik han doktorgraden i teologi. Per Bilde opnåede i sin karriere bred international anerkendelse, særligt for sin forskning i den jødisk-romerske forfatter og historiker Flavius Josefus (37/38-100).
Per Bilde spillede i sin tid ved Aarhus Universitet en væsentlig rolle for oprettelsen af Afdeling for Religionsvidenskab i 1990´erne. Han blev pensioneret i 2007, men fortsatte sin forskning indtil kort tid før sin død i 2014.
Per Bilde deltog i hans senere år aktivt i debatten omkring sekularisering og ateisme i Danmark. Han var således både medlem af foreningen Ateistisk Selskab og skrev indlæg på vegne af Humanistisk Samfund. Her argumenterede han for at den danske kulturarv ikke er specielt kristen og afholdt foredrag hvor han satte "spørgsmålstegn ved den selvfølgelighed, at de danske værdier er kristne", ligesom han gjorde det klart, at ateisme ikke kan betegnes som værende en religion.

## Forskning
I 1983 fik Bilde sin doktorgrad på afhandlingen Josefus som historieskriver. Emnet for afhandlingen viste, hvad han interesserede sig for i sin forskning: Han ville udforske det historiske kildemateriale, der eksisterede i tiden omkring kristendommens grundlæggelse, i dette tilfælde Josefus´ forfatterskab. Han ønskede at finde frem til, hvad der historisk kunne siges om Jesus og kristendommens tilblivelse i senantikkens brogede verden. I bøgerne Den historiske Jesus (2008) og En religion bliver til (2001) fremlagde han resultaterne af sin forskning. Den historiske Jesus var et forsøg på at rekonstruere den historiske person Jesus. En religion bliver til handlede om kristendommens forudsætninger og tilblivelse.

### Den historiske Jesus
Bilde vurderede som religionsforsker, at Jesus ikke var kristen, endsige at det var hans plan at skabe en ny religion. Jesus ønskede blot at reformere jødedommen.
Bilde ønskede at lave en strengt historisk rekonstruktion af kristendommens tilblivelse, helt uafhængigt af den kristne forkyndelse og de kristne dogmer. I den sammenhæng mente han, at det var vigtigt at forsøge at indkredse, hvem den historiske Jesus egentlig var. Det var et kontroversielt synspunkt i Danmark, hvor det ifølge mange teologer er umuligt at skelne mellem den Jesus, der faktisk levede som en historisk person, og den Jesus, som kirken forkynder som den levende Kristus, der opstod fra graven og nu sidder ved Guds højre hånd i himmelen.
De allerfleste forskere er dog enige om, at der ved vor tidsregnings begyndelse levede en mand, der hed Jesus, og som blev kaldt "Kristus" af sine tilhængere. Det er også alment accepteret, at han blev korsfæstet af romerne omkring år 30 efter vor tidsregnings begyndelse. Men derudover har forskerne svært ved at blive enige om, hvem den historiske Jesus var.
Bilde mente, at det er muligt at skelne mellem historie og forkyndelse, og at den historiske Jesus kan graves frem fra de mange lag af kirkelige og kulturelle aflejringer, som i årenes løb har lagt sig oven på ham. Der er i evangelierne stadig rester af den oprindelige Jesus. Disse rester kan bruges til at rekonstruere den Jesus, som faktisk levede, sagde Bilde. Et eksempel er Jesus´ udsendelsesord til sine tolv disciple: "Følg ikke vejen til hedningerne, og gå ikke ind i samaritanernes byer; men gå derimod til de fortabte får af Israels hus." (Matthæusevangeliet, kap. 10,5-6) Bilde mente, at den historiske Jesus netop ville være det jødiske folks messianske befrier, ikke hele verdens frelser. Det er også som det jødiske folks befrier, at han blev henrettet af romerne - som "jødernes konge" (Matthæusevangeliet, kap. 27, vers 11 og 29)
Hos den historiske Jesus finder man en streng efterfølgelseslære, hvor det handler om at tage sit kors op og følge ham, sagde Bilde. Den historiske Jesus lærte, at omvendelse var noget, der skal sætte sig spor i det liv, man lever. Han lagde stor vægt på gerningerne. Troen skulle udtrykkes i gerninger. Det er troens frugter, det kommer an på.
Jesus var efter al sandsynlighed en discipel af Johannes Døberen, mente Bilde. I evangelierne fortælles det da også, at Jesus, i lighed med mange andre, drog ud i ørkenen og lod sig døbe af Johannes.
Johannes Døberen var en såkaldt eskatologisk profet. Eskatologi er læren om de sidste tider. Det lå i tidens religiøse forestillinger, at Guds rige snart ville bryde igennem - det lå lige om hjørnet. Gud ville oprette sit guddommelige rige og indsætte sin salvede Messias som hersker i Jerusalem. Sådan lød budskabet hos de eskatologiske profeter, som der var mange af på dette tidspunkt.
Også Jesus begyndte som en eskatologisk profet, fremhævede Bilde. Jesus proklamerede, at Guds dom var nært forestående. Derfor burde alle jøder omvende sig og forberede sig på det guddommelige indgreb. Ifølge Bilde er der ingen tvivl om, at Jesus havde regnet med, at Gudsriget meget hurtigt ville bryde igennem. Da han udsendte sine tolv disciple, sagde han til dem, at de ikke ville nå at blive færdige med Israels byer, før Menneskesønnen ville komme. (Matthæusevangeliet 10, 23)
Bildes havde en særlig teori om Jesus’ udvikling: I starten opfattede han sig selv som en eskatologisk profet, ikke som Messias. Men med tiden kom han til det. Hans eskatologiske forventning udviklede sig til, at han nåede frem til en overbevisning om, at det var ham, der var den ventede Messias, der skulle indsættes i Jerusalem og bringe romernes herredømme til ende. Senere igen forudsagde han sin egen død, som han fortolkede som en stedfortrædende sonedød for andre.
I evangelierne kan man se tegn på, at Jesus blev mere og mere optaget af, at han skulle dø for at bidrage til Gudsrigets komme, sagde Bilde. Det var en idé, der først opstod hos Jesus efter en række skuffelser, og dermed kom grundlaget for det, der senere blev grundstenen i kristendommen: at Jesus´ død var den afgørende soning, der ophæver alle andre soninger. Derved kunne man sige farvel til såvel det jødiske tempel som alle de jødiske ofre, der skulle sone folkets synder.

### Kristendommens tilblivelse
Bilde blev kendt for sine markante teorier om kristendommens tilblivelse. Han mente, at det hverken var Jesus, Paulus eller nogen anden enkeltperson, der stiftede kristendommen. Den blev til ved en langvarig proces, og undervejs måtte forventningerne og troen revideres. Jesus selv måtte skuffet konstatere, at Guds rige alligevel ikke straks ville bryde igennem, men lod vente på sig. Det samme var tilfældet med hans tilhængere i Jesus-bevægelsen.
Hans tilhængere måtte efter hans død konstatere, at en almindelig opstandelse ikke indtraf. Deres forventninger herom blev ikke opfyldt og måtte derfor revideres. Nu sagde man i stedet, at det kun var Jesus, der var opstået. På samme måde måtte bevægelsen også i gang med en gennemgribende revision af ideen om Gudsriget, som blev udvidet fra at være et snævert politisk jødisk begreb til at være et universelt åndeligt begreb: Jesus var ikke det jødiske folks politiske frelser, men var hele verdens åndelige frelser, der sonede hele verdens synd.
Efter Jesu død skete der således en guddommeliggørelse af Jesus, fremhævede Bilde. Jesus blev guddommeliggjort i kraft af, at han ved sin korsfæstelse havde lidt den sonende, stedfortrædende død for alle mennesker. Hans døds sonende magt blev af de kristne anset for at være så stor, at den kunne ophæve synderne hos alle de mennesker, som kom til at tro på, at han var Kristus (Messias), frelseren. I kraft af, at han var en udødelig gud kunne han bryde dødens magt. Han blev nu ikke længere set som en eskatologisk profet, men som den ventede Messias, vel at mærke en åndelig Messias - "Kristus".
Det historiske nybrud, som kristendommen var, manifesterede sig ifølge Bilde i dens stærke vægtlægning på næstekærlighedsbudet og ideen om, at man ikke selv skal ophøje sig, men give afkald. Denne ydmyghed blev den afgørende kristne dyd i oldtiden og middelalderen, og historisk set er det en af de stærkeste ideer, som kristendommen har sat ind i verden, mente Bilde.
Derved var kristendommen noget unikt og nyt lige siden den blev etableret som en selvstændig religion. Kristendommens etableringsproces tog næsten 100 år. Bilde mente, at man først omkring år 110 kunne tale om "kristendommen" i den forstand, at både bevægelsen selv og andre så den som en religion, der var fuldstændig adskilt fra jødedommen - en selvstændig religion med sin egen gudstjeneste og sin egen organisation. Indtil da var der blot tale om en jødisk gruppering på linje med andre jødiske grupperinger. Denne jødiske gruppering blev sat i gang, da en af Johannes Døberens disciple (Jesus) skilte sig ud og begyndte for sig selv.

## Værker af Per Bilde
- Diognetbrevet. Indledt og oversat af Per Bilde. I: De apostolske fædre i dansk oversættelse. Red. Niels Jørgen Cappelørn m.fl. Det danske Bibelselskab 1985, s. 223-242. ISBN 87-7523-244-8
- Nye religioner i hellenistisk-romersk tid og i dag (sammen med Mikael Rothstein). Aarhus Universitetsforlag 1999. ISBN 9788772887616
- Josefus som historieskriver. En undersøgelse af Josefus’ fremstilling af Gaius Caligulas konflikt med jøderne i Palæstina (Bell 2,184-203 om Ant 18,261-309) med særligt henblik på forfatterens tendens og historiske pålidelighed. (= Bibel og historie 1), København: Gad 1983. Doktordisputats. ISBN 87-12-07110-2
- En religion bliver til. En undersøgelse af kristendommens forudsætninger og tilblivelse indtil år 110. Anis 2001. ISBN 87-7457-277-6
- Den historiske Jesus. Anis 2008. ISBN 9788774576686
- Hvor original var Jesus? Anis 2011. ISBN 9788774576044